# Геброт
Геброт (нем. Gebroth) — община в Германии, в земле Рейнланд-Пфальц. 
Входит в состав района Бад-Кройцнах. Подчиняется управлению Рюдесхайм.  Население составляет 156 человек (на 31 декабря 2010 года). Занимает площадь 2,36 км².